# Ludwik Ruczka
Ludwik Ruczka (16. září 1814 Szlachtowa – 30. listopadu 1896 Kolbuszowa) byl rakouský římskokatolický duchovní a politik polské národnosti z Haliče, v 2. polovině 19. století poslanec Říšské rady.

## Biografie
Jeho otec byl celním úředníkem. Rod byl, jak ukazuje příjmení, původem ruský. Vystudoval gymnázium v Přemyšli a pak teologii ve Lvově a Vídni (ve Vídni již předtím žil starší bratr Franciszek). V roce 1839 byl vysvěcen na kněze. Původně uvažoval, že bude pokračovat ve studiích, ale nakonec nastoupil jako vikář ve vesnici Olesno. Orientován byl konzervativně. Rád četl a o nabytých poznatcích diskutoval. V Olesně se seznámil s šlechticem Karolem Kotarskim, který se stal jeho přítelem. V roce 1842 Ruczka přešel do Tarnowa, kde učil náboženství na střední škole.
Během revolučního roku 1848 byl Ruczka jmenován farářem ve městě Kolbuszowa, které tehdy bylo malým a chudým sídlem s katolickou i židovskou populací. Zde Ruczka působil téměř půl století až do své smrti. Do roku 1858 tu s ním žil i jeho otec Franciszek. Ludwik se zasadil o opravu místního kostela poškozeného ohněm roku 1852. Opravil též matriční knihy.
Po obnovení ústavní vlády se zapojil i do politiky. Od roku 1861 byl poslancem Haličského zemského sněmu za kurii venkovských obcí. Zemský sněm ho roku 1861 delegoval i do Říšské rady (tehdy ještě volené nepřímo) za Halič (kurie venkovských obcí, obvod Ropczyce. 11. května 1861 složil slib. K roku 1861 se uvádí jako římskokatolický farář, bytem v Kolbuszowé. Do vídeňského parlamentu se po delší přestávce vrátil v prvních přímých volbách do Říšské rady roku 1873, nyní za velkostatkářskou kurii v Haliči. Slib složil 10. listopadu 1873. Mandát za týž obvod obhájil i ve volbách do Říšské rady roku 1879. Ve volbách do Říšské rady roku 1885 byl zvolen za kurii venkovských obcí, obvod Ropczyce, Mielec atd. Opětovně za tento uspěl uspěl i ve volbách do Říšské rady roku 1891. V parlementu se zaměřoval na otázky venkova. Byl členem poslanecké skupiny Polský klub.
Jeho bratranec Julian Ruczka se podílel na protiruském polském povstání roku 1863 a byl raněn (později působil v Haliči jako advokát). Po porážce povstání bylo mnoho Poláků odvlečeno do Ruska. Ludwik Ruczka se jako poslanec a politik zasazoval o jejich propuštění a býval proto nazýván Ojcec Sybiraków (otec Sibiřanů). Využil své vídeňské konexe na ministra Rechberga a ruského velvyslance. Podílel se potom na organizaci péče o navrátivší z ruské internace. Papež Pius IX. mu za jeho charitativní práci udělil čestný titul.
V roce 1896 ho během zasedání parlamentu postihla nevolnost. Odjel do domovské Kolbuszowé a zde zemřel.